# Elaphoidella cabezasi
Elaphoidella cabezasi is een eenoogkreeftjessoort uit de familie van de Canthocamptidae. De wetenschappelijke naam van de soort is voor het eerst geldig gepubliceerd in 1982 door Petkovski.